# Matilde Gioli
Matilde Gioli, pseudonimo di Matilde Lojacono (Milano, 2 settembre 1989), è un'attrice italiana.
È nota per il ruolo della dottoressa Giulia Giordano nella serie televisiva italiana Doc - Nelle tue mani. Nel 2014 si è aggiudicata un Premio Guglielmo Biraghi ai Nastri d'argento per il film Il capitale umano diretto da Paolo Virzì.

## Biografia
Nata a Milano da padre pugliese e madre toscana, Francesca Gioli, della quale ha deciso di utilizzare il cognome per la propria carriera artistica. Si diploma al liceo classico Cesare Beccaria e si laurea in filosofia presso l'Università Statale di Milano. Diventa nota al pubblico per la sua parte nel film Il capitale umano, diretto da Paolo Virzì, grazie al quale, nonostante fosse al suo esordio cinematografico, vince numerosi premi, tra cui il premio Guglielmo Biraghi durante i Nastri d'argento 2014 e il Premio Alida Valli al Bari International Film Festival. Viene candidata anche per il Ciak d'oro come miglior attrice non protagonista.
Nel 2014 esordisce anche sul piccolo schermo, recitando in un episodio di Gomorra - La serie. Nel 2015 ritorna sul grande schermo con il film Solo per il weekend, presentato in anteprima al Montreal World Film Festival. Tra il 2015 e il 2016 gira la miniserie televisiva Di padre in figlia, diretta da Riccardo Milani. Nel 2015 è nei film Belli di papà, diretto da Guido Chiesa, e Un posto sicuro, diretto da Francesco Ghiaccio. Nel gennaio 2016 riceve il Premio Afrodite come miglior attrice emergente. Successivamente viene scelta come valletta per tre puntate del remake del programma Rischiatutto, condotto da Fabio Fazio. Sempre nel 2016 è nel film 2night, diretto da Ivan Silvestrini. Lo stesso anno è protagonista anche del cortometraggio Claustrophonia, diretto da Roberto Zazzara e che viene presentato al Future Film Festival. Nel 2017 interpreta, tra gli altri, i lungometraggi Mamma o papà?, diretto da Riccardo Milani; The Startup, diretto da Alessandro D'Alatri; Blue Kids, opera prima di Andrea Tagliaferri, ed è inoltre nel cast del film La casa di famiglia, diretto da Augusto Fornari. Nel 2018 interpreta il personaggio di Ancella nel film Moschettieri del re - La penultima missione, diretto da Giovanni Veronesi. Lo stesso anno è protagonista di due videoclip di Enrico Nigiotti, Nel silenzio di mille parole e L'amore è, nel secondo Matilde Gioli canta anche il pezzo in coppia con il cantante.
Dal 2020 è protagonista della serie televisiva italiana Doc - Nelle tue mani, nella quale interpreta la dottoressa Giulia Giordano, personaggio che le conferisce una certa popolarità, al fianco di Luca Argentero, interprete del protagonista Andrea Fanti. Nel 2022 è la conduttrice del primo reality italiano di Netflix, Summer Job. Nel 2023 è protagonista del film per la televisione Fernanda diretto da Maurizio Zaccaro, trasmesso da Rai 1 e nel quale Matilde Gioli interpreta Fernanda Wittgens, prima donna direttrice della Pinacoteca di Brera di Milano, tra le prime donne europee a ricoprire un ruolo così prestigioso e riconosciuta Giusta tra le Nazioni dalla Fondazione Gariwo nel 2014 per aver contribuito a salvare la vita di molti ebrei perseguitati dal regime nazifascista. Nel marzo del 2024 viene girato a Roma il film Fatti vedere, diretto da Tiziano Russo e distribuito nel febbraio del 2025, del quale Matilde Gioli è protagonista nel ruolo di Sandra. Il 21 aprile dello stesso 2025 è co-conduttrice a fianco del Mago Forest di una puntata del varietà comico GialappaShow su TV8.

## Vita privata
L'attrice, dopo una relazione con l’attore Francesco Scianna, rimane a lungo tempo legata sentimentalmente ad Alessandro Marcucci, un istruttore di equitazione. La relazione ha fine nel 2024, quando l'attrice rompe con Marcucci e si fidanza con Luca Marziani.
Nel 2005, all'età di 16 anni, durante una vacanza studio a Londra, rimane vittima di un incidente durante una gita in un parco acquatico, durante la quale un ragazzo di 90 chili le si tuffa addosso causandole la rottura di 5 vertebre, cosa che la costringe a un lungo ricovero nel Regno Unito e a una successiva riabilitazione di due anni, durante i quali è costretta a indossare un busto di ferro, trauma dal quale alla fine si riprende completamente.
L'attrice ha numerosi tatuaggi, di cui uno dedicato al padre Stefano, scomparso nel 2013 a 55 anni a causa di un tumore al cervello; ha inoltre piercing al naso (narici e setto nasale) e ai capezzoli.

## Filmografia

### Cinema
- Il capitale umano, regia di Paolo Virzì (2013)
- Solo per il weekend, regia di Gianfranco Gaioni (2015)
- Belli di papà, regia di Guido Chiesa (2015)
- Un posto sicuro, regia di Francesco Ghiaccio (2015)
- Claustrophonia, regia di Roberto Zazzara – cortometraggio (2016)
- 2night, regia di Ivan Silvestrini (2016)
- Radice di 9, regia di Daniele Barbieri – cortometraggio (2016)
- Mamma o papà?, regia di Riccardo Milani (2017)
- Alice non lo sa, regia di Diego Amodio (2017)
- The Startup, regia di Alessandro D'Alatri (2017)
- La casa di famiglia, regia di Augusto Fornari (2017)
- Blue Kids, regia di Andrea Tagliaferri (2017)
- Ricchi di fantasia, regia di Francesco Miccichè (2018)
- Cronache aliene, regia di Niccolò Valentino – cortometraggio (2018)
- Moschettieri del re - La penultima missione, regia di Giovanni Veronesi (2018)
- Una tradizione di famiglia, regia di Giuseppe Cardaci – cortometraggio (2019)
- Gli uomini d'oro, regia di Vincenzo Alfieri (2019)
- È per il tuo bene, regia di Rolando Ravello (2020)
- Va bene così, regia di Francesco Marioni (2021)
- Futura, regia di Lamberto Sanfelice (2021)
- Quattro metà, regia di Alessio Maria Federici (2022)
- Bla Bla Baby, regia di Fausto Brizzi (2022)
- Tramite amicizia, regia di Alessandro Siani (2023)
- Cattiva coscienza, regia di Davide Minnella (2023)
- Frammenti, regia di Andrea Casadio – cortometraggio (2023)
- Runner, regia di Nicola Barnaba (2024)
- Ànemos, regia di Vera Munzi e Caterina Salvadori – cortometraggio (2024)
- Dedalus, regia di Gianluca Manzetti (2024)
- Fatti vedere, regia di Tiziano Russo (2025)

### Televisione
- Gomorra - La serie – serie TV, episodio 1x05 (2014)
- L'età dell'oro, regia di Pier Tamburini - miniserie TV (2015-2016)
- Untraditional – serie TV, episodio 1x07 (2016)
- Di padre in figlia, regia di Riccardo Milani – miniserie TV, 4 puntate (2017)
- Fernanda, regia di Maurizio Zaccaro – film TV (2023) - Fernanda Wittgens
- Doc - Nelle tue mani – serie TV, 48 episodi (2020-2024)

### Videoclip
- Enrico Nigiotti Nel silenzio di mille parole, regia di Giacomo Triglia (2018)
- Enrico Nigiotti L'amore è (2018)
- Alessandra Amoroso Sorriso grande, regia di Antonio Usbergo e Niccolò Celaia (2021)
- Alessandra Amoroso Cose stupide, regia di Marco Braia (2025)

### Pubblicità
- TIM Smart (2016)
- TIM Next Samsung Galaxy S7 (2016)

## Trasmissioni televisive
- Rischiatutto (Rai 1/Rai 3, 2016) - valletta
- Illuminate (2020)
- Improvviserai (2020)
- Summer Job (Netflix, 2022)
- David di Donatello (Rai 1, 2023)
- GialappaShow (TV8, 2025) - co-conduttrice

## Discografia

### Partecipazioni
- 2017 - Enrico Nigiotti L'amore è, nel brano L'amore è

## Riconoscimenti
- Bari International Film Festival
  - 2014 – Premio Alida Valli – Miglior attrice non protagonista per Il capitale umano[30]
- Ciak d'oro
  - 2014 – Candidatura alla miglior attrice non protagonista per Il capitale umano[31]
- CinEuphoria Awards
  - 2024 - Candidatura alla miglior attrice in un cortometraggio - Competizione internazionale per Frammenti[senza fonte]
- Filming Venice Italy Award
  - 2020 - Miglior attrice in una serie televisiva per Doc - Nelle tue mani[32]
  - 2024 - Miglior attrice in un film commedia per Cattiva coscienza[33]
- Giornate Professionali del Cinema di Sorrento
  - 2014 – Targa ANEC Claudio Zanchi per Il capitale umano[34]
- Mostra internazionale d'arte cinematografica
  - 2016 – Premio L’Oréal Paris per il Cinema[35]
  - 2016 – Premio Kinéo come miglior attrice non protagonista[36]
- Nastro d'argento
  - 2014 – Premio Guglielmo Biraghi per Il capitale umano[4]
  - 2020 – Candidatura alla miglior attrice non protagonista per Gli uomini d'oro[37]
  - 2024 – Candidatura alla miglior attrice non protagonista in un film commedia per Cattiva coscienza[38]
- Premio Afrodite 
  - 2016 – Miglior attrice emergente[39]
- Rassegna "Lo schermo è donna" 
  - 2014 – Premio Giuseppe De Santis - Giovani per Il capitale umano[40]